# سونا كسكين
سونا كسكين (30 أغسطس 1940، تشاناكالي)، ممثلة سينمائية وتلفزيونية ومسرحية وشعبية تركية.

## حياتها
ولدت سونا كسكين في 30 أغسطس عام 1940 في مدينة بيجا. تلقت تعليمها الأكاديمي في قسم الجرافيك بأكاديمية الفنون الجميلة. إنضمت للعمل بالفرق المسرحية الأكاديمية وبدأت هناك التمثيل المسرحي كهاوية. بعد ذلك احترفت التمثيل المسرحي بتشجيع من هالدون دورمين [الإنجليزية] . 
في عام 1963 أصبحت سونا ممثلة محترفة وذلك من خلال تمثيلها بمسرحيات مثل «Montserrah و Şahane Züğürtler» في مسرح دورمان. شغلت منصب مخرج في مسرح الأكاديمية. والتقت هناك بزوجها  وعملوا معاً سوياً لعدة أعوام.
في الأعوام اللاحقة ظهرت سونا في أعمال مسرحية مع بكجان كوشار على مسرح جولريز سروري – إنجين جزار. وعملت مع المصور أنيس فوسفور أوغلو لمدة خمسة عشر عاماً ومثلت في جميع المسرحيات بهذه الفرقة. ظهرت سونا في ما يقرب من خمسين مسرحية على مدار حياتها. ومنذ عام 2004 عملت سونا سوياً مع هادي تشامان حتى وفاته في 22 سبتمبر عام 2008.

## أعمالها الفنية

### مسرحيات
- 103 خطوة نحو الحب: نيل سايمون – مسرح كارا – 2012
- ليكن زوجي حتى الذباب، ليكن في رأسي: خديجة مريم – مسرح كارا – 2011
- تشليك مانوليالار: روبرت هارلينج – مسرح كارا – 2010
- هذه هي عائلتي: ساندبرج + فيرنر – مسرح كارا – 2009
- ليس هناك عمر للحب: ألفونسو باسو – ممثلي التلال السبعة – 2007
- البيان الختامي: جاهد أتاي – ممثلي التلال السبعة – 2004
- فقط أنت وفقط أنا: هالوك إيشيك – ممثلي التلال السبعة – 2003
- حصة شائعة: أحمد نوري سكيزينجي – ممثلي التلال السبعة – 2002
- فتاة في حسائي: تيرين فريسبي – مسرح جينار – 1968
- المسافر: ناظم حكمت مسرح جينار عام 1967
- Montserrah
- Şahane Züğürtler : مسرح دورمان – 1963

### أفلام
- العملاق بالعيون الزرقاء – 2007
- الحب في مسافتين – 2005
- ثلاث نساء – 2005
- البقايا – 2004
- الممثل السابق – 2004
- من بداية الحذف – 2004
- الجانب الأوروبي – 2004
- السلام الرائع – 2002
- كان هناك عالم – 2001
- العائلة السعيدة – 2001
- لا يخرج الرجل من الفضاء – 1999
- من الممكن أن تكون نوري بك – 1993
- الأم أليف – الفتاة عائشة – 1987
- المطرقة والاهتزاز – 1979
- العشق الممنوع – 1975
- خطايا الأب – 1973
- المشكلة الكبيرة – 1972
- ثلاث أحباء – 1972
- الكسر – 1972
- لغتي الجميلة – 1972
- جاء أحب وصل – 1971
- المومس العائد إلى القرية – 1970
- قلبي المتألم – 1968
- كازان أوغلو – 1967
- حقل الموت – 1966
- العروس البرية –
- You Can't Win 'Em All – 1970

## وصلات خارجية
- سونا كسكين على موقع IMDb (الإنجليزية)
- سونا كسكين على موقع قاعدة بيانات الفيلم (الإنجليزية)

* سونا كسكين في IMDb
* سونا كسكين في السينما التركية